# Robert Muir

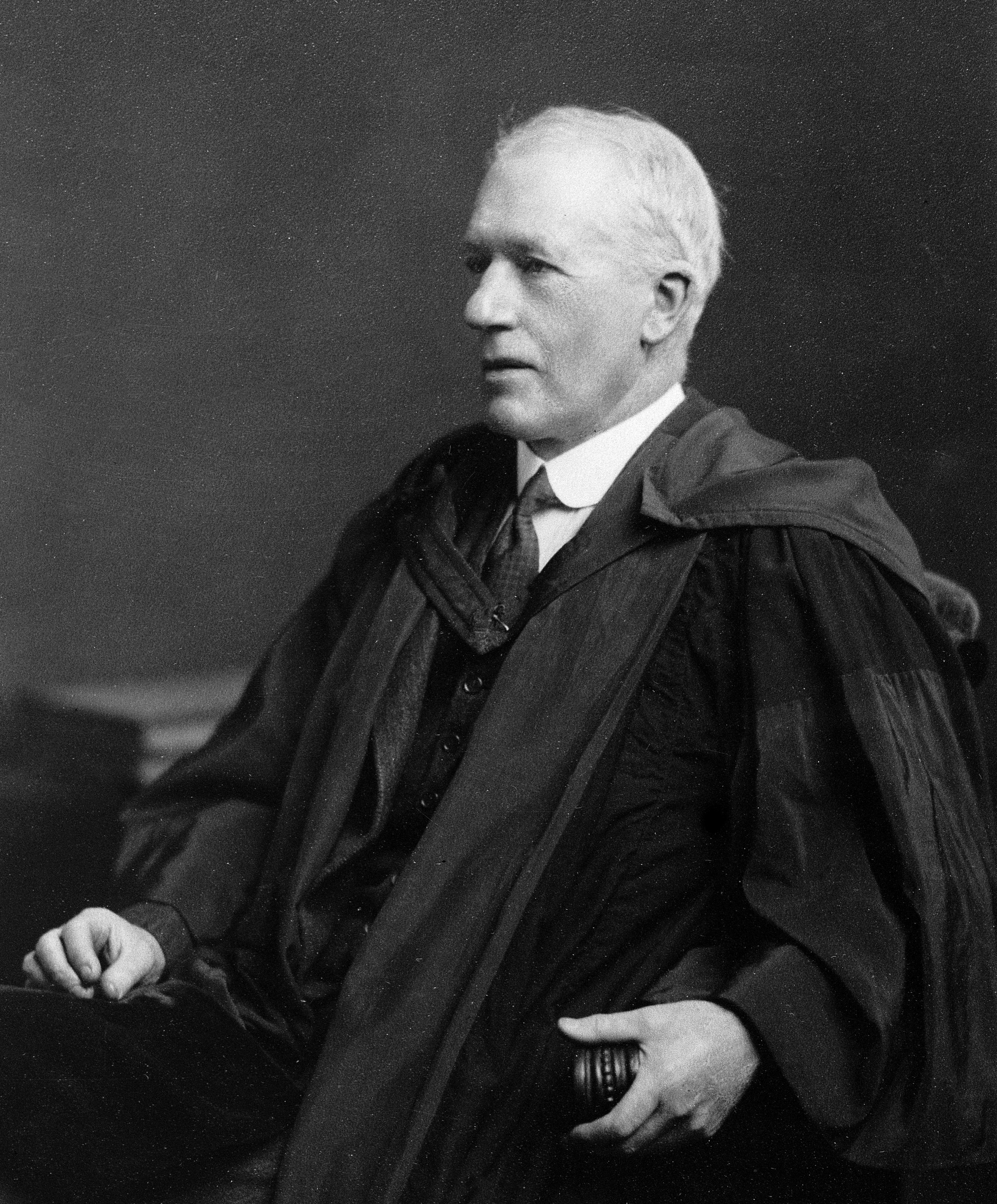
Robert Muir (1932)

Sir Robert Muir (* 5. Juli 1864 in Balfron, Stirlingshire; † 30. März 1959 in Edinburgh) war ein schottischer Pathologe und Immunologe.
Muir war der Sohn eines presbyterianischen Pfarrers und studierte ab 1880 Medizin an der Universität Edinburgh, mit einem Magisterabschluss (MA) 1884, einem Bachelor of Medicine (MB CM) 1888 und einem M. D. 1890. 1894 bis 1898 war er Lecturer für bakterielle Pathologie in Edinburgh, 1898/99 Professor für Pathologie an der St. Andrews University in Dundee und von 1899 bis 1936 Professor für Pathologie in Glasgow. 1937 erhielt er einen Doktor der Rechte (LLD). 1946 bis 1949 war er dort Dekan.
Muir war ein führender Pathologe in Großbritannien, speziell für die Pathologie von Blutgruppen und Brustkrebs. Sein Textbook of Pathology von 1924 mit Edward Arnold war ein Standardwerk, das in überarbeiteter Form bis heute aufgelegt wird (Muir´s Textbook of Pathology, 14. Auflage, Hodder Arnold Public. 2001). Er schrieb auch ein frühes Buch über Immunologie und mit James Ritchie ein Manual of Bacteriology (1897), das ebenfalls mehrere Neuauflagen erlebte (11. Auflage 1949).
1911 wurde er Fellow der Royal Society und 1916 der Royal Society of Edinburgh. 1929 erhielt er für seine Beiträge zur Immunologie die Royal Medal. Er war Fellow der Royal Society of Medicine und der Pathological Society, des Royal College of Physicians, des Royal College of Physicians of Edinburgh und der Royal Faculty of Physicians and Surgeons of Glasgow. 1936 erhielt er die Lister-Medaille. 1944 bis 1947 war er im Rat der Royal Society of Edinburgh und 1950 bis 1953 deren Vizepräsident.
1934 wurde er als Knight Bachelor geadelt.